# Eorhachiberotha burmitica
Eorhachiberotha burmitica là một loài côn trùng trong họ Berothidae thuộc bộ Neuroptera. Loài này được Engel miêu tả năm 2004.